# 쇼 경제에 묻다
《쇼 경제에 묻다》는 아하경제TV에서 제작하는 대한민국의 강연콘서트이다. 청소년들을 대상으로 기존의 이론 중심적, 혹은 이론 (제한적으로)연계적 체험활동 중심의 경제교육을 지양하고 생활 밀착형 경제교육을 제공하고자 기획 된 ‘강연콘서트’ 방식의 경제교육 프로그램이다.
청소년들이 미래를 설계함에 필요한 지혜 (삶의 노하우)들을 “경제 혹은, 경제현상”이라는 소재를 사용하여 제공함으로써 참여한 청소년들 스스로 “경제에서 삶의 지혜를 발견하도록 하는데” 방향을 제시함에 목적을 둔다.

## 코너 정보
자본주의 역사를 랩으로 풀어보는 <경제학을 랩핑하라>, 재미있는 퀴즈를 통해 경제키워드를 새롭게 조명해 보는 <경제 퀴즈쇼> 등이 있다.

## 고정 출연진
- 오영수 한국경제교육학회 학회장(경북대학교 사범대학 경제학 교수)
- 아날로그 소년과 수다쟁이 (랩퍼)